# Kotlina, Kaçanik
kotlina (albanska: kotlina, serbiska: kotlina) är en by i Kosovo. Den ligger i kommunen Kaçanik. Enligt den senaste folkräkningen år 2011 fanns det 416 invånare.

## Demografi
| Demografi    | 2011 |
| ------------ | ---- |
| albaner      | 124  |
| bosnier      | 4    |
| odeklarerade | 1    |